# Xã Home, Quận Montcalm, Michigan
Xã Home (tiếng Anh: Home Township) là một xã thuộc quận Montcalm, tiểu bang Michigan, Hoa Kỳ. Năm 2010, dân số của xã này là 2.542 người.